# Марк Юній Брут (претор 140 року до н. е.)
Марк Юній Брут (лат. Marcus Junius Brutus, ? — після 140 до н. е.) — політичний діяч, правник Римської республіки.

## Життєпис
Походив з роду нобілів Юніїв. Син Марка Юнія Брута, консула 178 року до н. е.
Завдяки впливу своєї родини зміг розпочати успішну кар'єру. Вже у 140 році до н. е. стає претором. Втім його більш цікавили не політичні, (а тим більше військові справи), а римське право. Брут зробив значний внесок у розвиток цивільного право Стародавнього Риму, разом із Публієм Муцієм Сцеволою та Манієм Манілієм заклав його підвалини.